# Кужельный, Алексей Павлович
Алексей Павлович Кужельный — украинский режиссёр, профессор. Народный артист Украины (1997). Лауреат литературно-художественной премии Украины имени И. Котляревского (1999) и премии Союза театральных деятелей имени В Блавацкого (2001).

## Биография
Алексей Павлович Кужельный родился 25 апреля 1953 в Киеве. В 1983 году окончил Киевский театральный институт им. И. К. Карпенко-Карого. Через два года окончил высшие режиссёрские курсы в Москве.
С 1988 года работает художественным руководителем в мастерской театрального искусства «Сузір’я» («Созвездие»). В 1997 году удостоен звания Народного артиста Украины.

## Театральные работы
1. 1989 — «Сад божественных песен» Валерия Шевчука по произведениям Григория Сковороды
2. 1991 — «Венгерская Медея» Арпада Гёнца
3. 1992 — «Аудиенция» Вацлава Гавела
4. 1993 — «Излучение отцовства» Кароля Войтылы
5. 1994 — «Письмо незнакомки» Стефана Цвейга
6. 1995 — «Заколдованный круг или Колыбельная для Леси» Екатерины Демчук
7. 1995 — «Оркестр» Жана Ануя
8. 1997 — «Федра» Жана Расина
9. 2000 — «Прошлогодний снег» Е.Стерлинга
10. 2004 — «Цветаева + Пастернак»
11. 2005 — «Скрытая любовь»
12. 2006 — «Оскар — Богу» Эрика-Эмманюэля Шмитта
13. 2008 — «Всё про любовь»

## Награды и признание
- Заслуженный артист Украины (1992)
- Народный артист Украины (1997)[2]
- Орден «За заслуги» ІІ степени (2016)[3]
- Орден «За заслуги» ІІІ степени (2013)[4]
- Почётная грамота Кабинета Министров Украины (2003) — за многолетнюю плодотворную творческую деятельность, высокое профессиональное мастерство[5].